# Retiș, Sibiu
Retiș, mai demult Retișdorf, Reteșdorf, Retișul, Râtu (în dialectul săsesc Rittersdorf, Reteschdorf, în germană Retersdorf, în maghiară Reten) este un sat în comuna Brădeni din județul Sibiu, Transilvania, România.
Localitatea Retiș se află pe cursul superior al Hârtibaciului și din punct de vedere administrativ, aparține de comuna Brădeni (5 km), situată în nordestul județului Sibiu.
În literatura de pînă acum, ca an al primei atestări documentare a Retișului, este indicat anul 1353. În anul 1987 istoricul maghiar Giorffi Gyorgy a atras atenția asupra faptului că. "Villa Militum - Locul Războinicilor" din descrierea frontierei din Walldorf, datând din anul 1206, se refera mai degraba la Retiș, decât la Selisteatul cu care pînă acum fusese în mod obișnuit identificat, acesta fiind numit ulterior doar "Felix Locus" (Selig Stadt), adică "loc fericit". In aceeasi direcție pledează și cel mai vechi document referitor la Retiș și anume scrierea regelui Ludovic I, din 1353, prin care însărcinează capitlul din Weissenburg (Apold) (biserica fortificată din Apold (1, 2, 3, 4 si 5), anume pe starețul Baudunus (Balduin) Cornutus, cavalerul cruciat al Sfântului Ioan din Ierusalim (Cavalerii Ioaniți) să introducă în Ungaria și posesiunea "Petru", care le aparținea lor cu drepturi depline, care însă fusese, în mod ilegal ocupat de Nicolaus von Henndorf.

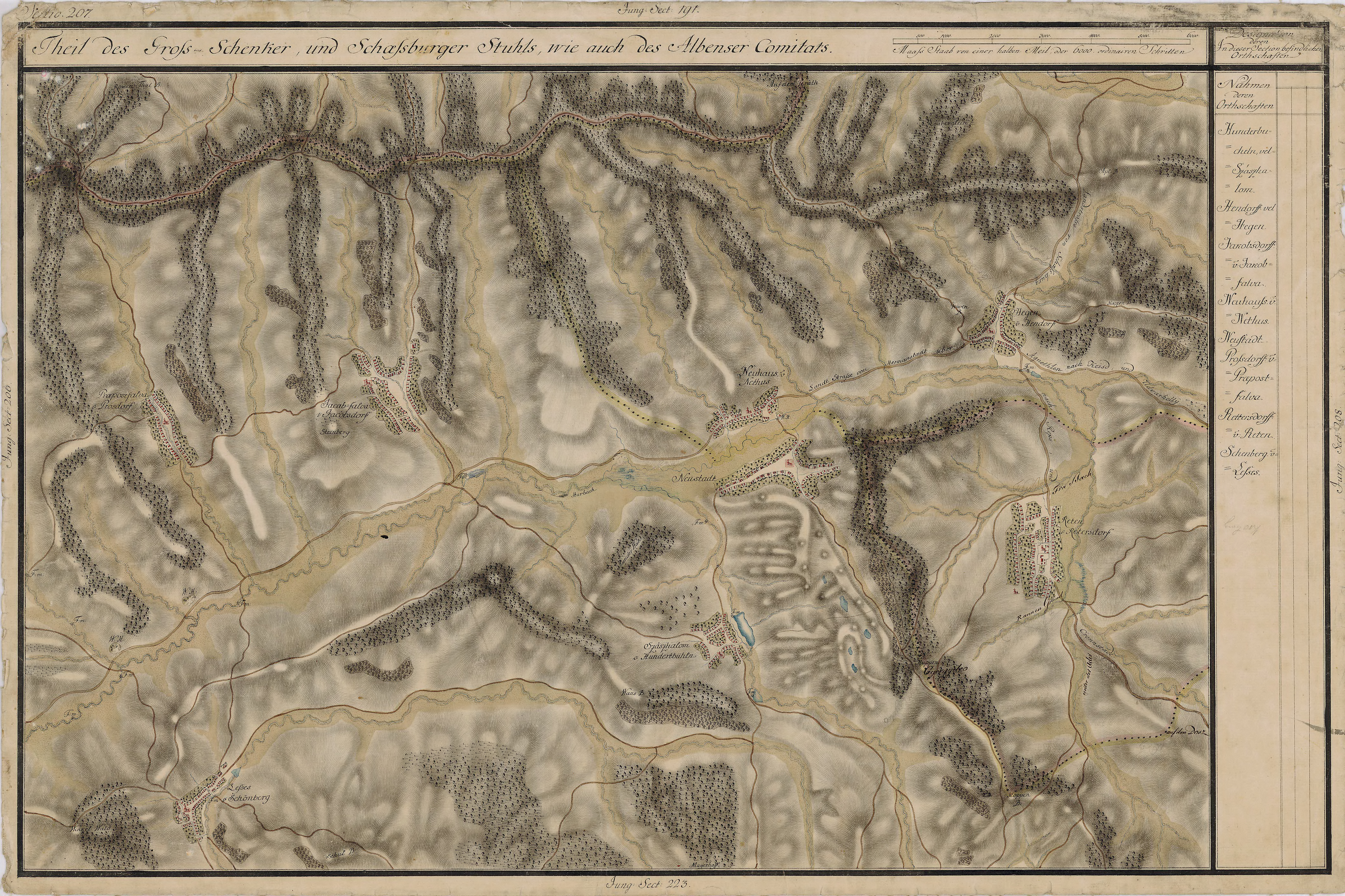
Retiş în Harta Iosefină a Transilvaniei, 1769-1773

Ordinul Ioaniților poate fi datat în aceasta zonă cel puțin din anul 1247 și documentul din anul 1353 este doar unul din mai numeroasele ordine solicitate de starețul Baudunus Cornutus de repunere a Ordinului în drepturile sale, care fuseseră ocupate de mai mulți nobili. Interesant este faptul că în documentul din 1353 "Posesiunea Reter" este localizată în Transilvania și aparține Scaunului de la Sighișoara, ceea ce nu poate fi luat în considerație cuvânt cu cuvânt deoarece posesiunile nobiliare, precum și domeniile Ordinului nu erau incluse în administrația săseasca. Contele Nicolaus von Henndorf (Nycolaus) apare încă în anul 1369 ca proprietar al regiunii Sighișoara.
Gustav Kisch(1905) atribuie ca denumire a localității sintagma "Satul lui Rether" și consideră că este legat de un anumit nume de familie. De asemenea prezintă o serie de localitați cu același nume în "patria primordiala". Walther Scheiner (1926) de asemenea considera numele localității ca derivând dintr-un nume de familie.
Următorul izvor al istoriei Retișului este un document al Scaunului de la Cincu, din anul 1389. Cei doi nobili: conții Tylo si fratele acestuia Ladislau, cărora le aparținea satul Retiș, au făcut o înțelegere cu comuna învecinată Seliștat, referitoare la o jumătate de moară și o jumătate de iaz, ale căror celelalte jumătăți aparținea celor din Selistadt. Comunitatea retișeana trebuia să amenajeze pe domeniul nobililor un alt iaz, primind în schimb întreaga moară și vechiul iaz. Acest iaz trebuia să aiba o sută de pași, iar adîncimea în mijloc, la evacuarea apei trebuia să fie cu un cot mai adîncă decât onorabilul domn Michael Krocher, din Selisteat.
Contele Tylo mai este menționat într-un document al Scaunului de la Cincu în 1390 ca fiind un judecător imperial obișnuit. Este  nelămurit dacă acest Tylo de Villa Retherii din 1389 este identic cu acel conte Tylamannus, fiu al lui Daniel de Selistadt, care în 1383 si 1387 fusese numit judecător imperial la Cincu. 
Din secolul al XIV-lea Retișul aparține ca enclavă comitatului Apold și se găsea între Scaunele săsești ale Sighișoarei, în nord si ale Cincului, in sud. Existenta. populatiei germane este dovedita de apartenenta la Capitoliu, care este dovedita de doua inscrisuri din jurul anului 1400. In cel mai vechi dintre acestea, Retisul este inregistrat cu un impozit si o dobanda de 3,5, fiind astfel inclusa intre comunitatile mici ale Capitoliului precum Coves, Benesti, Daisoara, Crihalma, care aproape toate, se gaseau pe pamantul Comitatului. Si in cel de-al doilea document, care nu este mult mai vechi decat primul, se vorbeste de impozit.
Astfel detinem unele dintre cele mai vechi izvoare scrise ale istoriei locale a Retisului pana pe la anul 1400.
Gernot Nussbacher - Allgemeine Deutsche Zeitung fur Rumanien
Se mai aminteste ca in 1417 iobagii din Retis au luat parte la rascoala din judetul Alba, condusa de Kardosi Ianosi, represaliile aveau sa vina din partea armatei nobiliare si a patriciatului sasesc de pe Olt (Alt) cu resedinta la (Schenk) Cincsor.

## Obiective memoriale
Parcela eroilor români și germani din cele două războaie mondiale este amplasată în cimitirul săsesc din localitate. În această parcelă sunt înhumați 55 eroi germani din Primul Război Mondial și 6 eroi români din Al Doilea Război Mondial. 

## Imagini

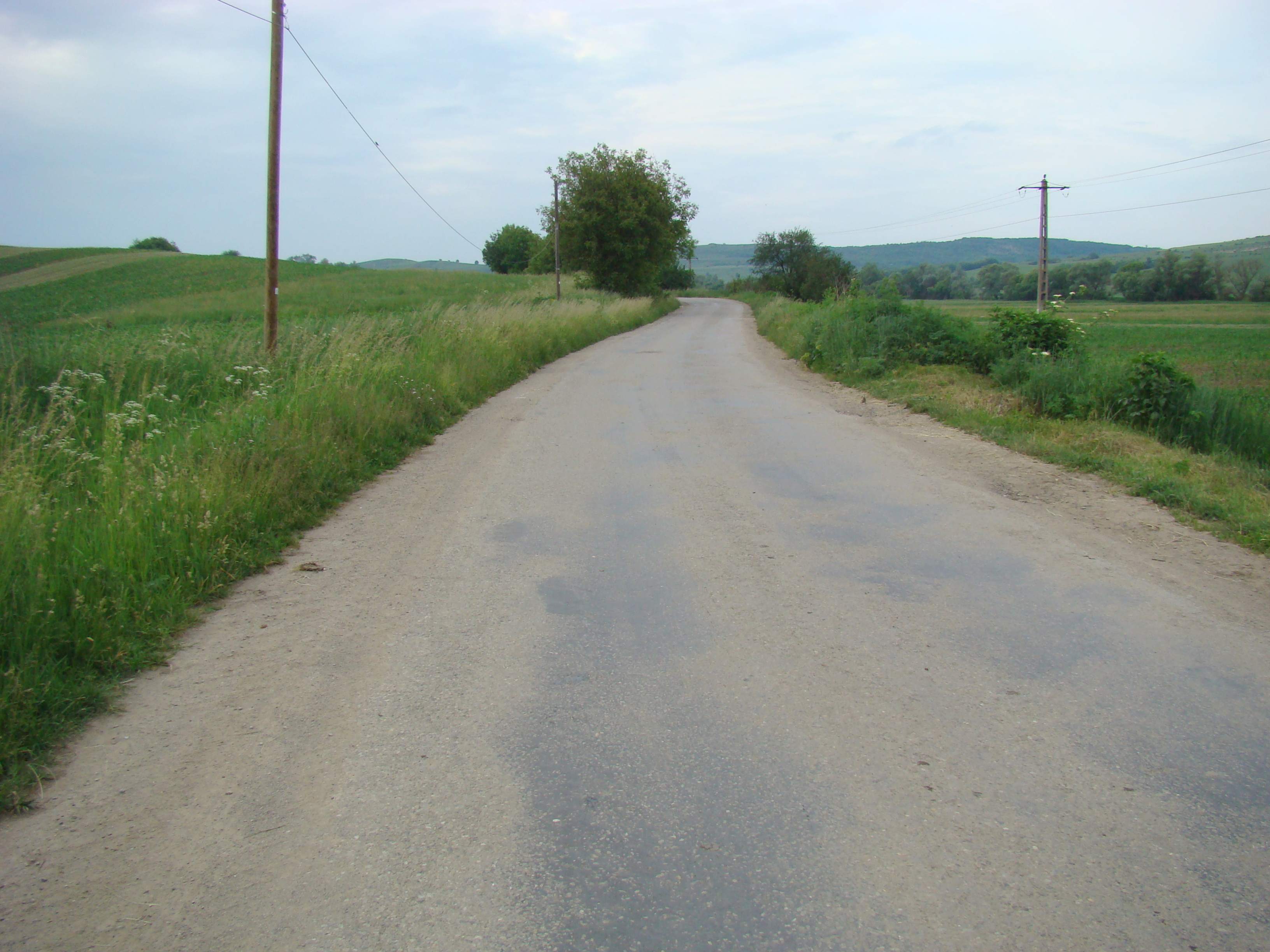
Drumul Brădeni-Retiș
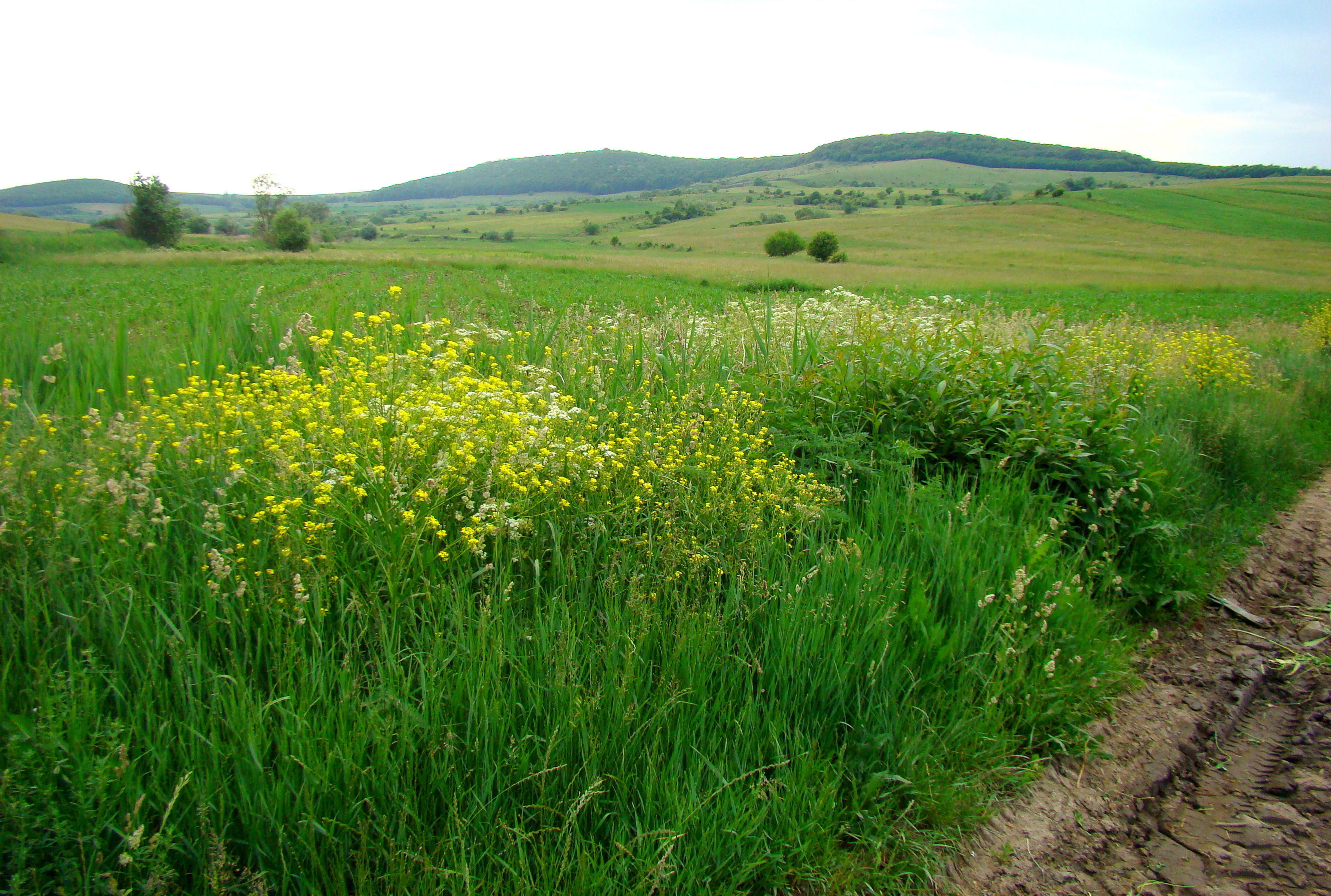
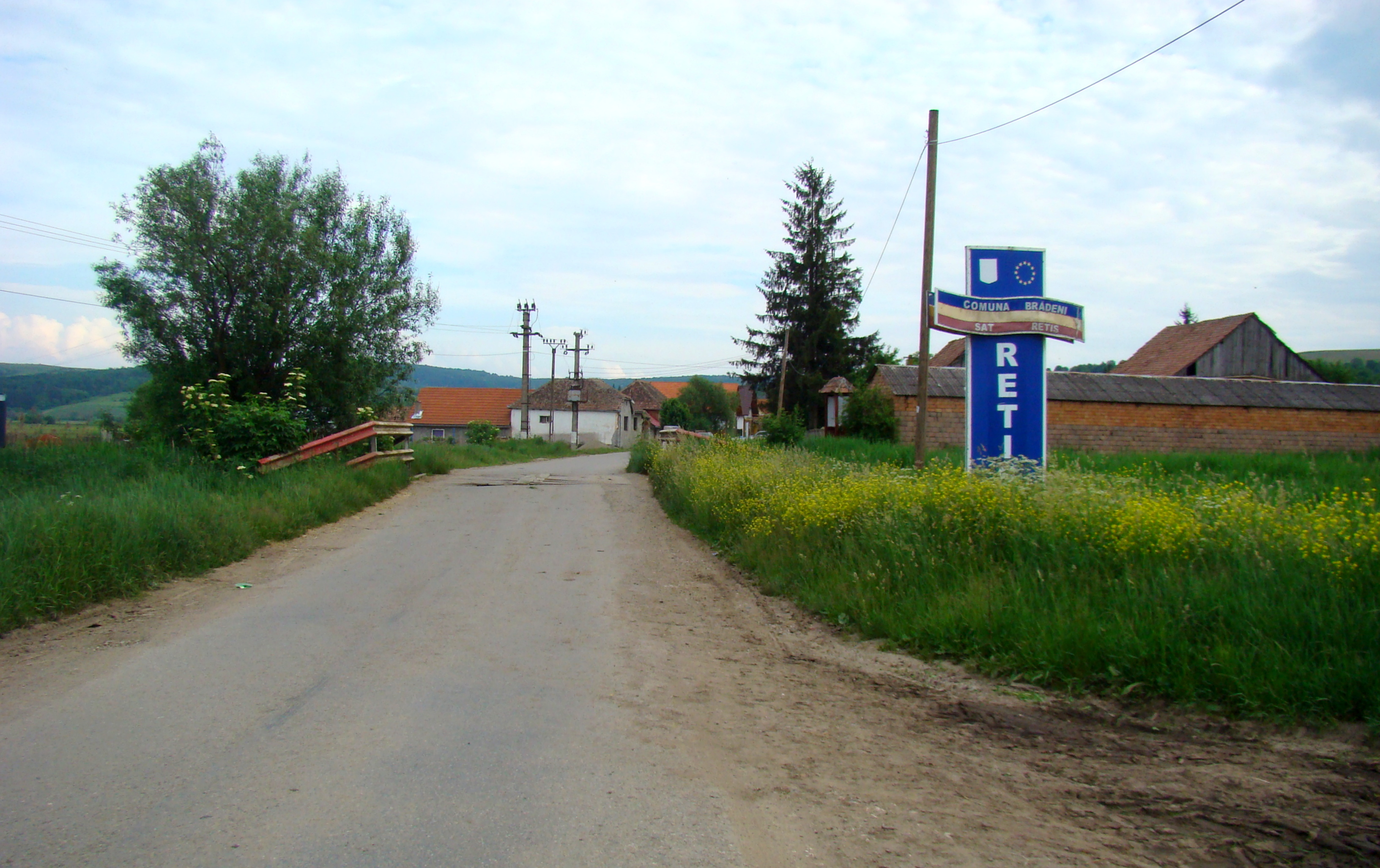
Intrarea în localitate
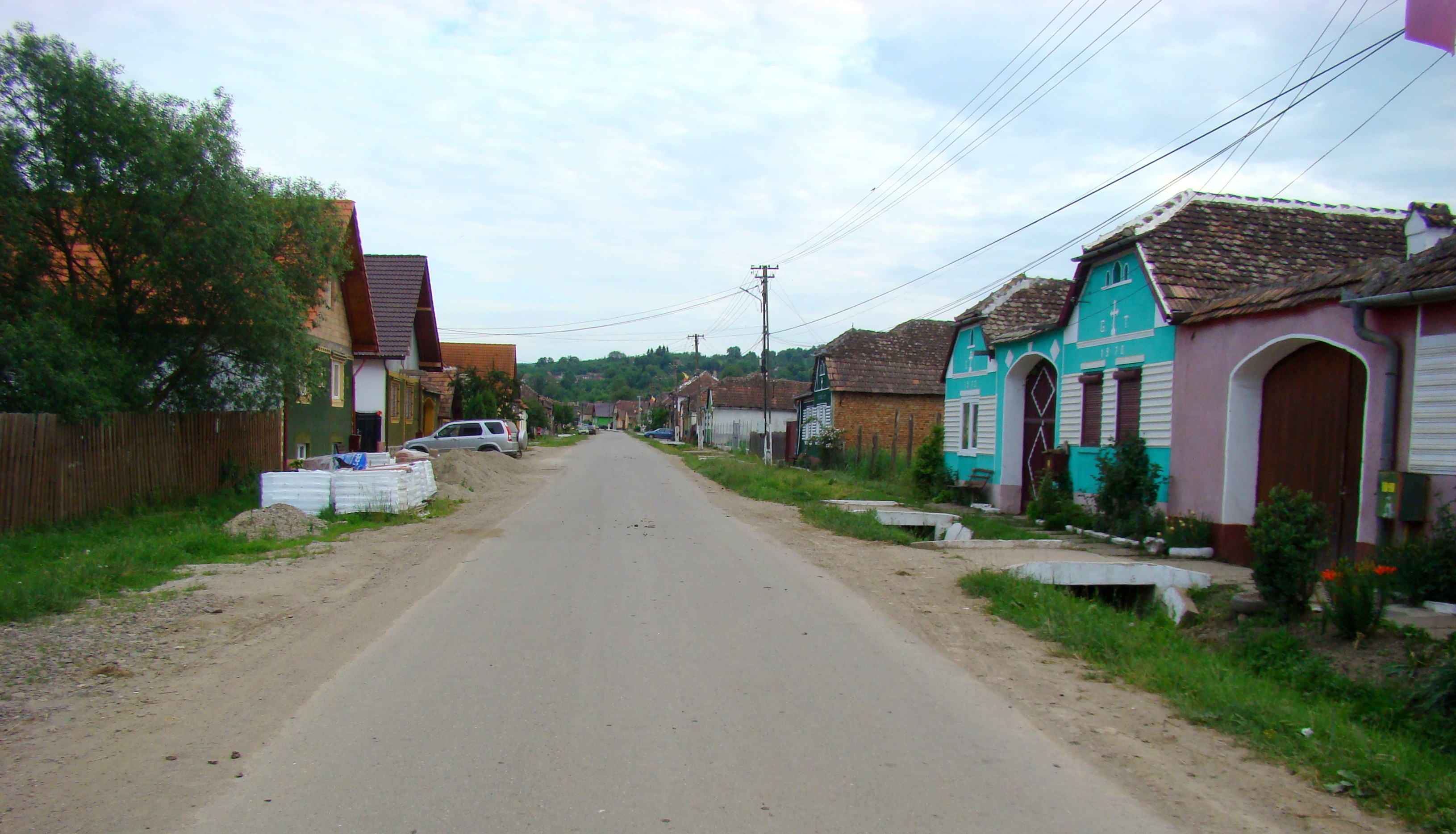
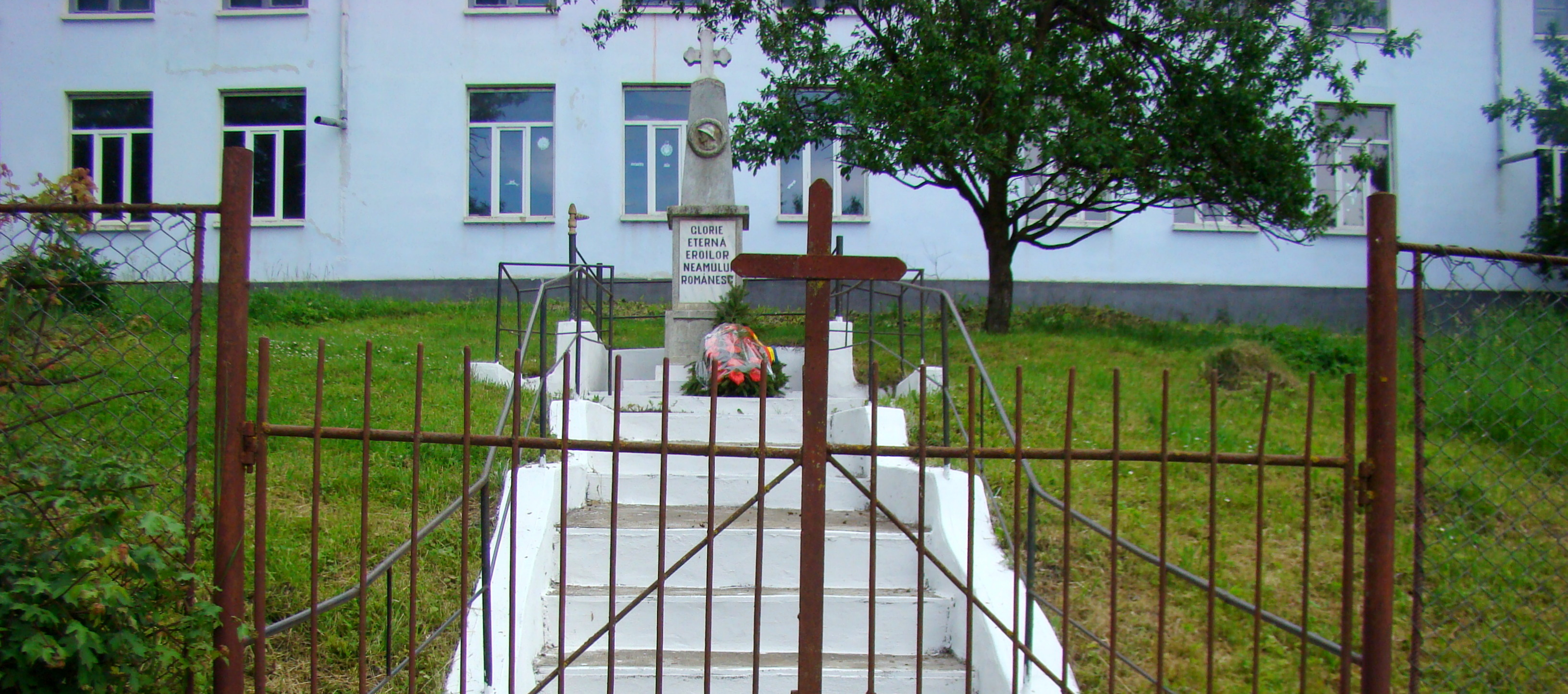
Monumentul eroilor
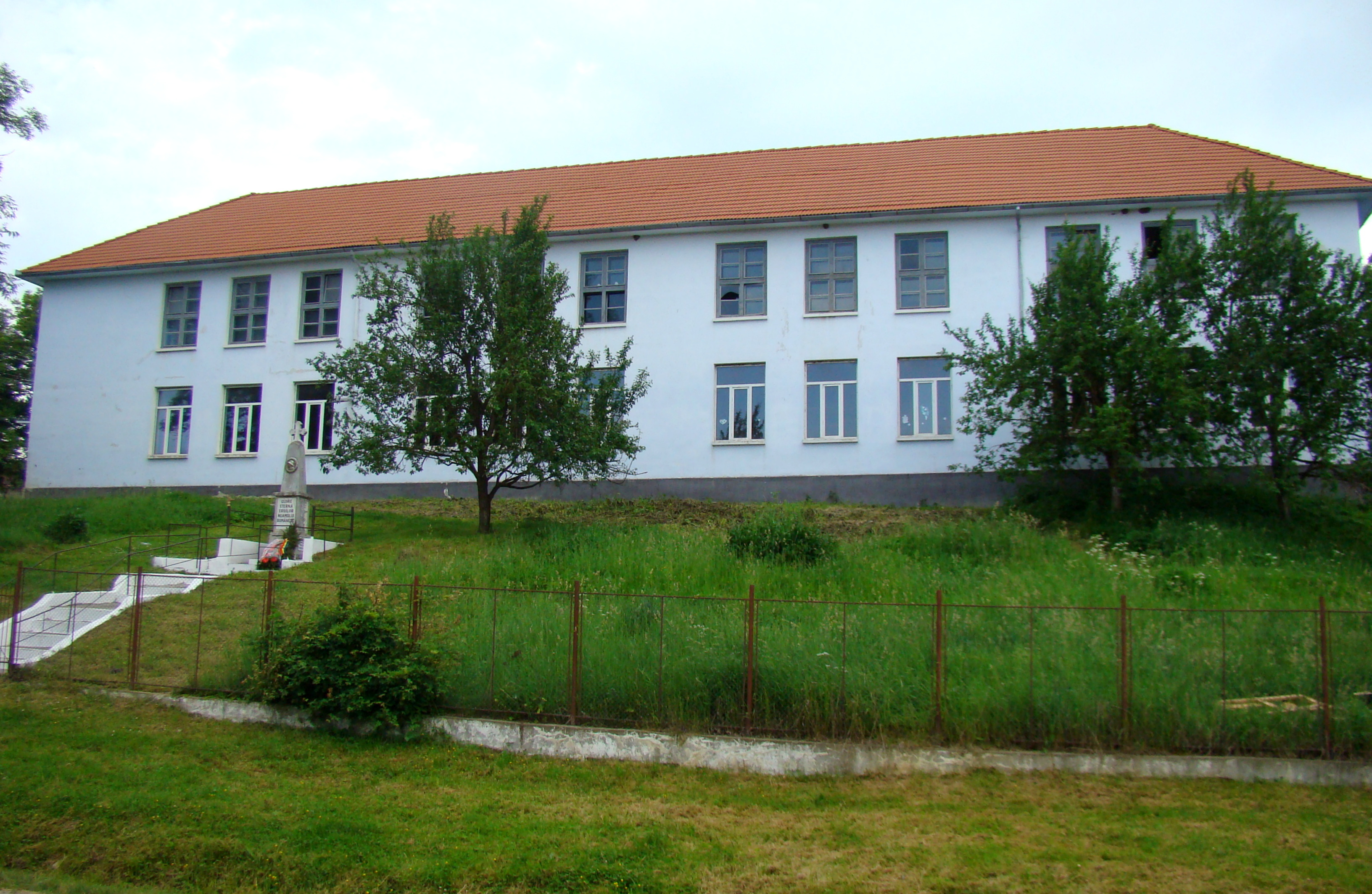
Școala
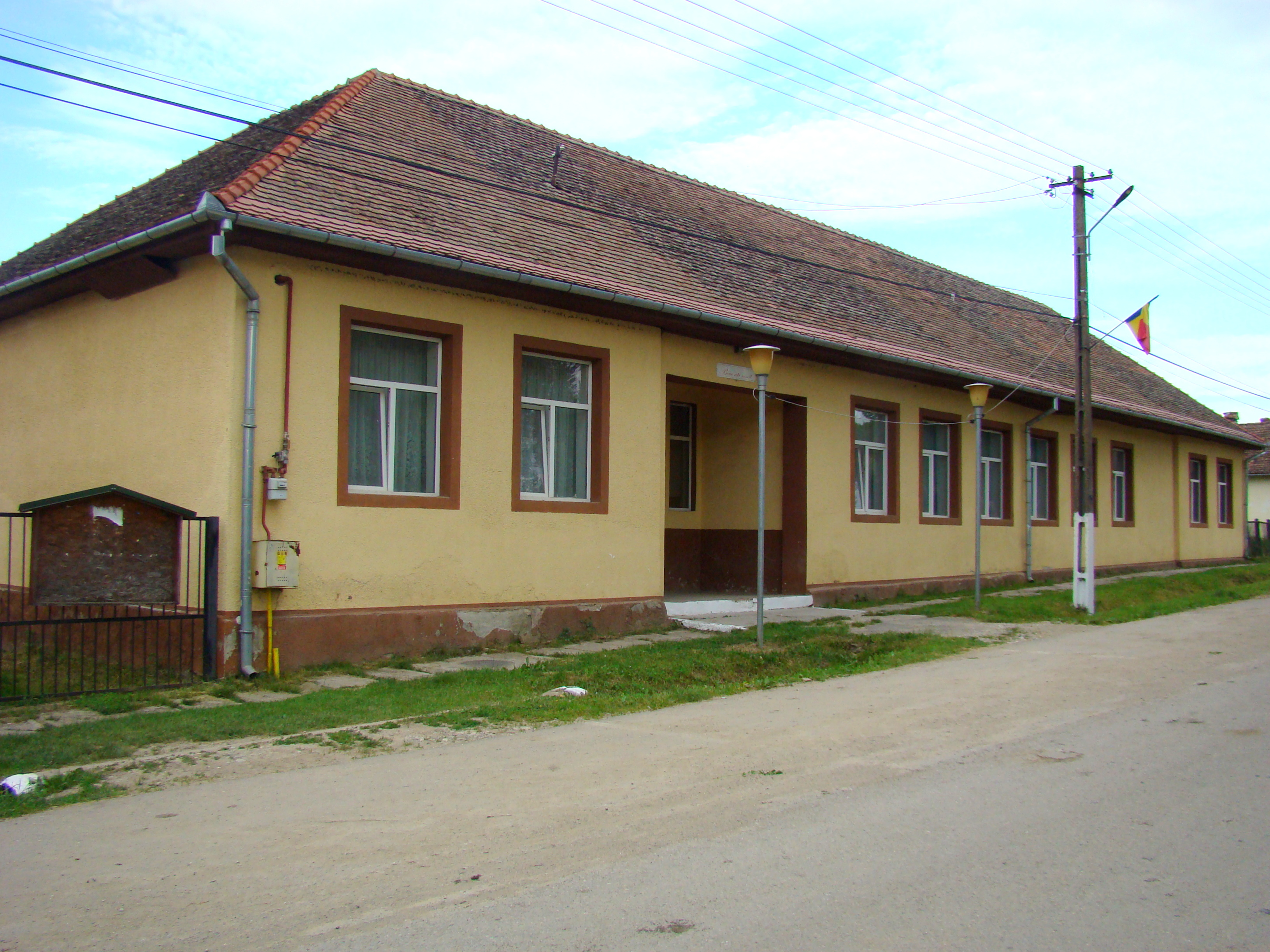
Căminul cultural
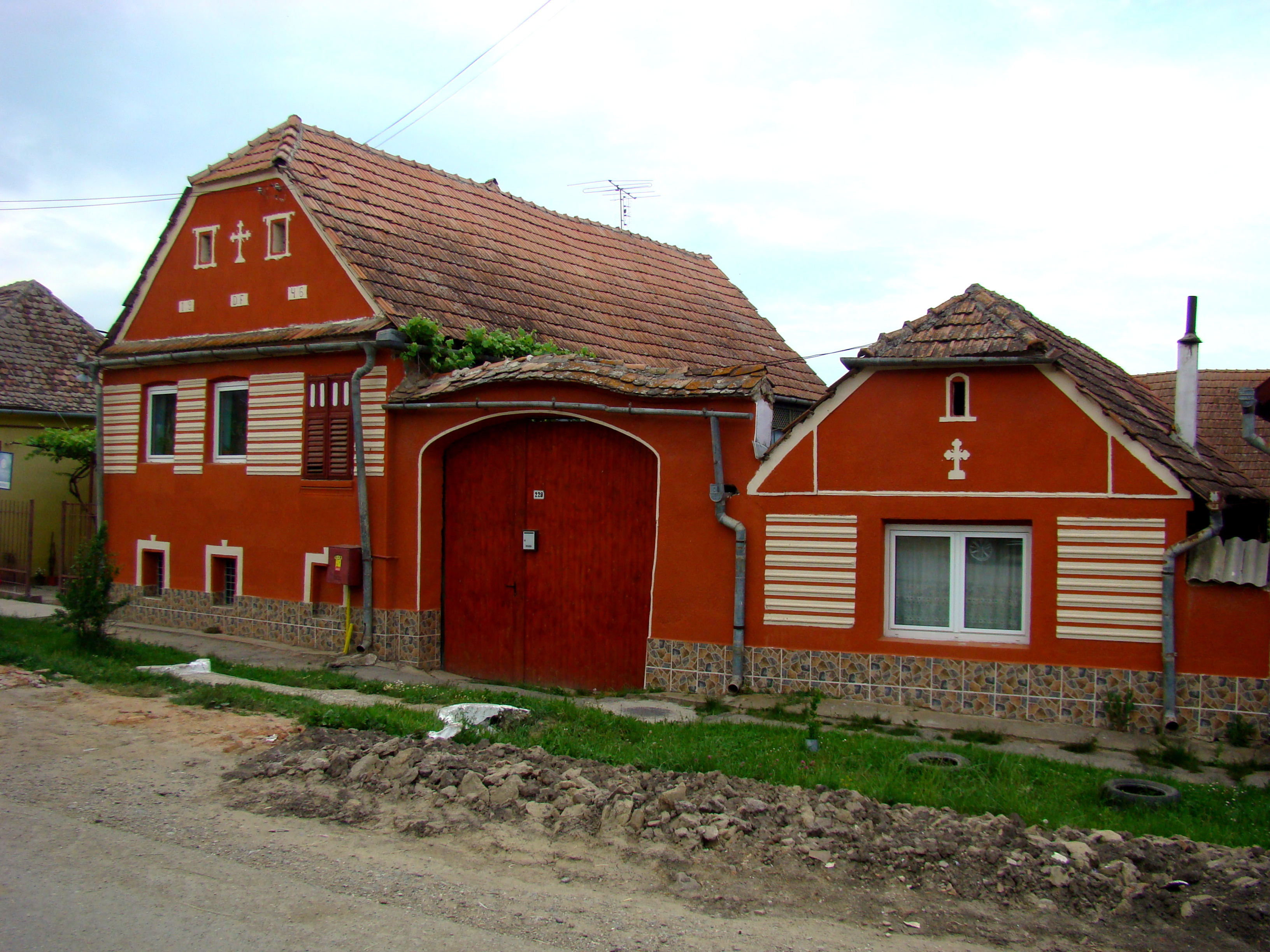
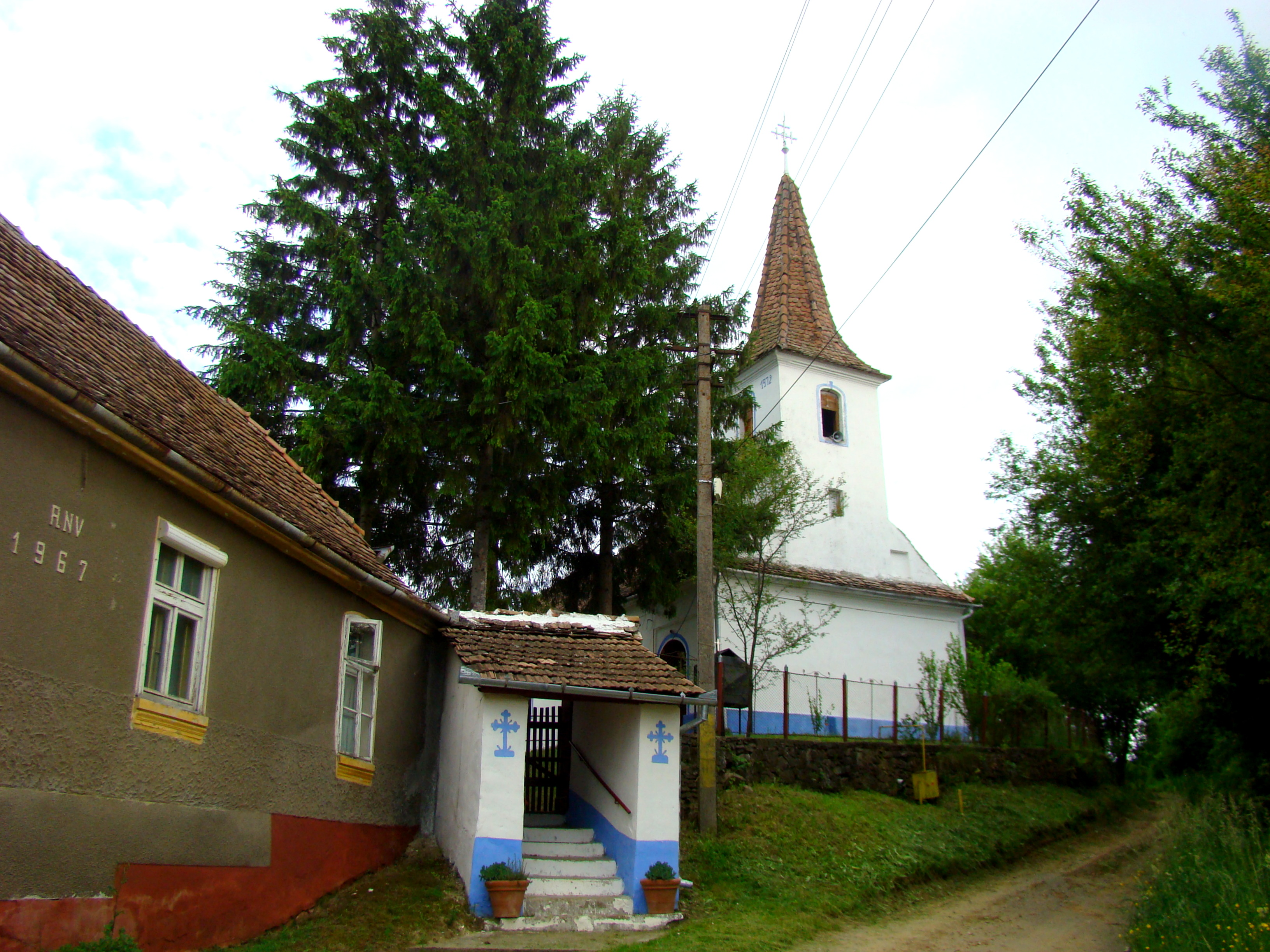
Biserica Sfântul Nicolae (monument istoric)
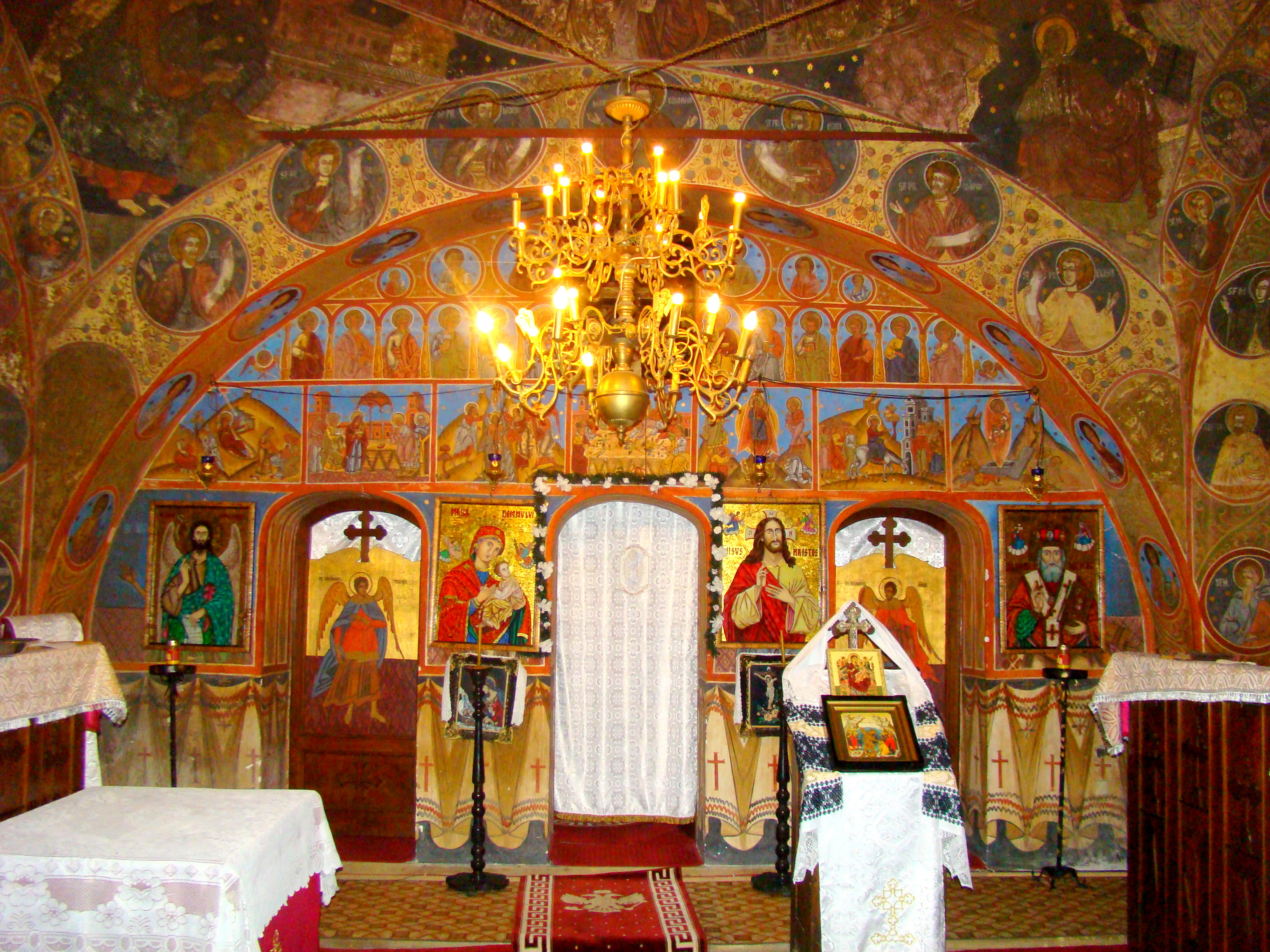
Biserica Sfântul Nicolae (monument istoric)
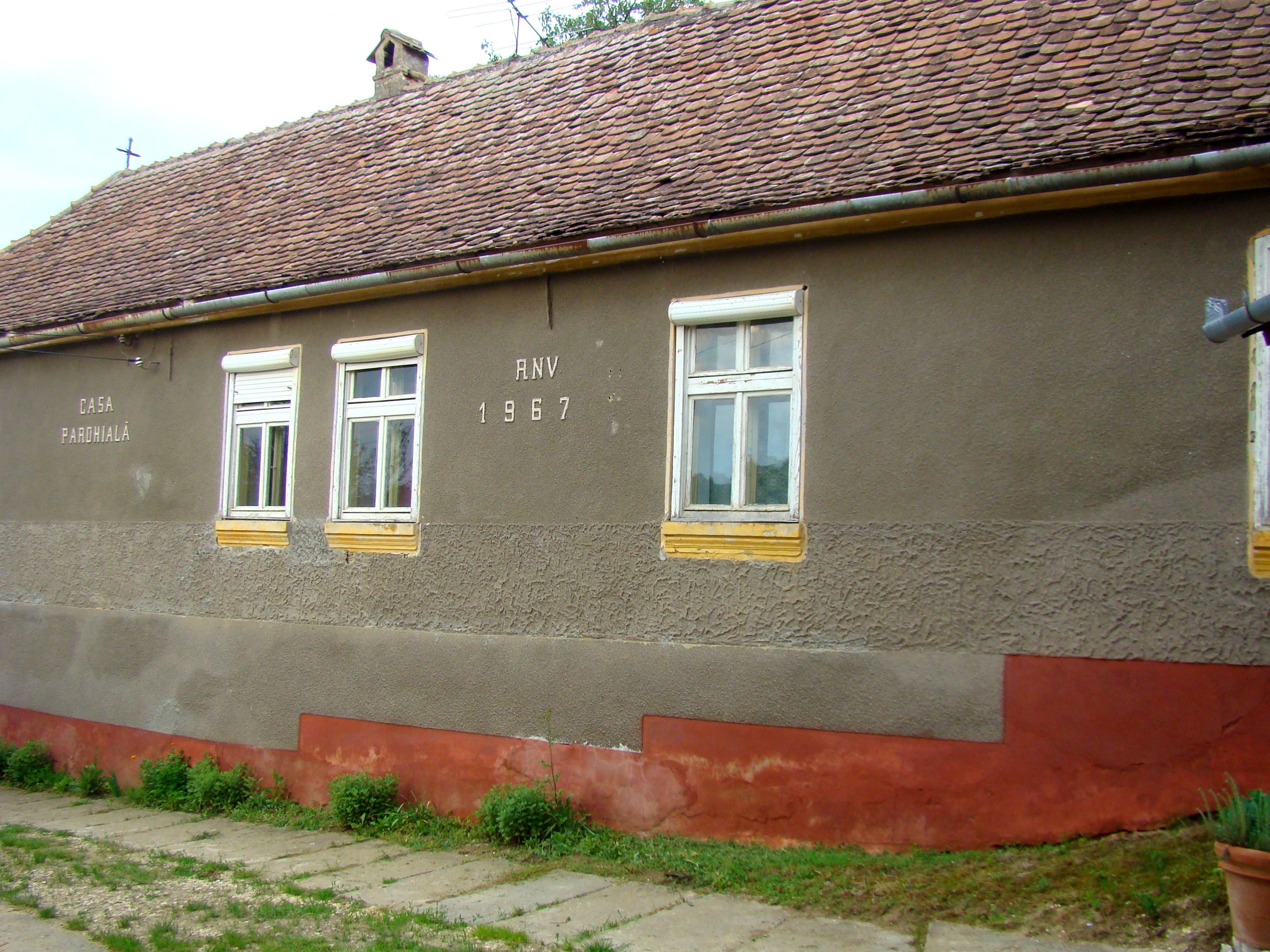
Vechea casă parohială ortodoxă
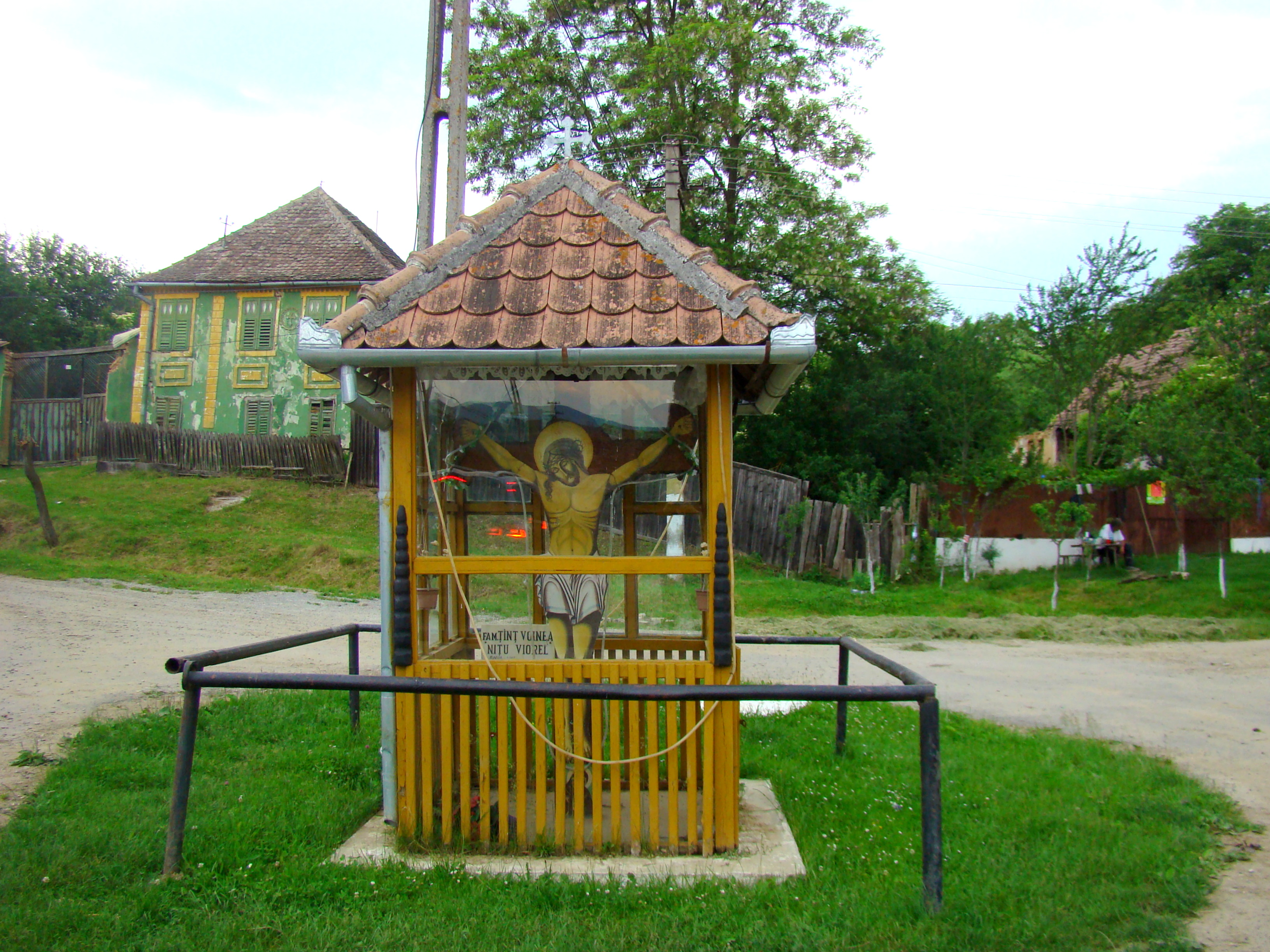
Troița
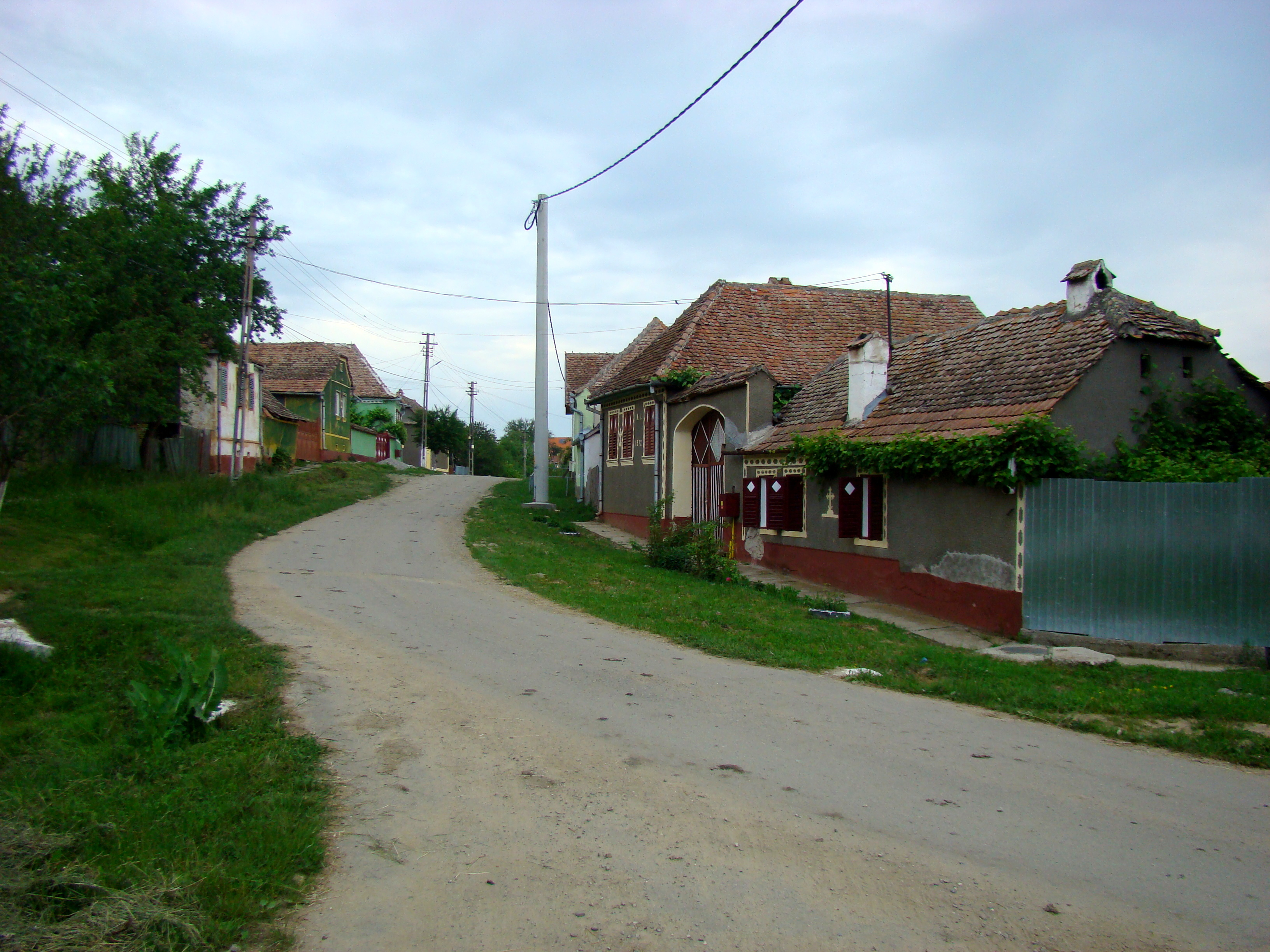
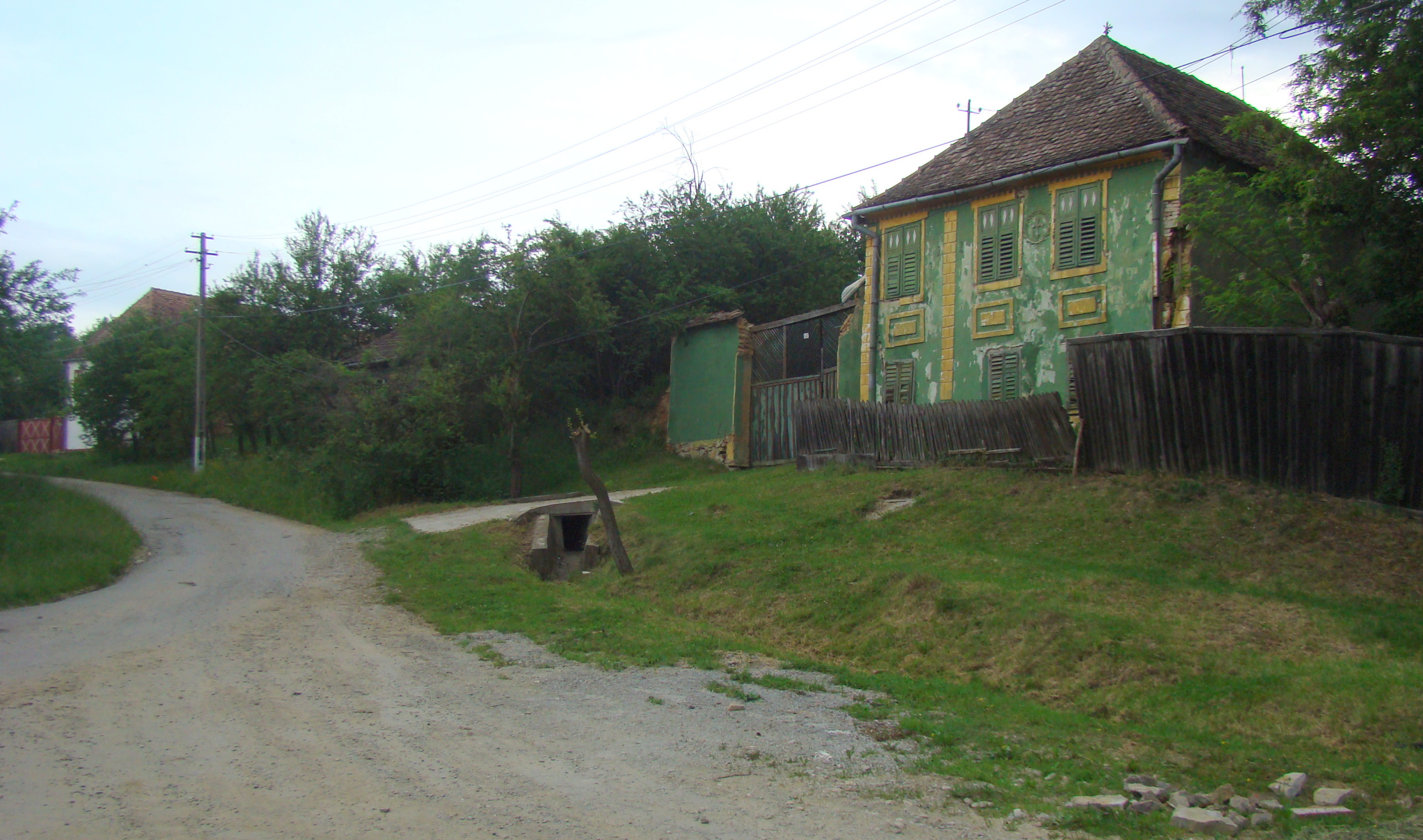
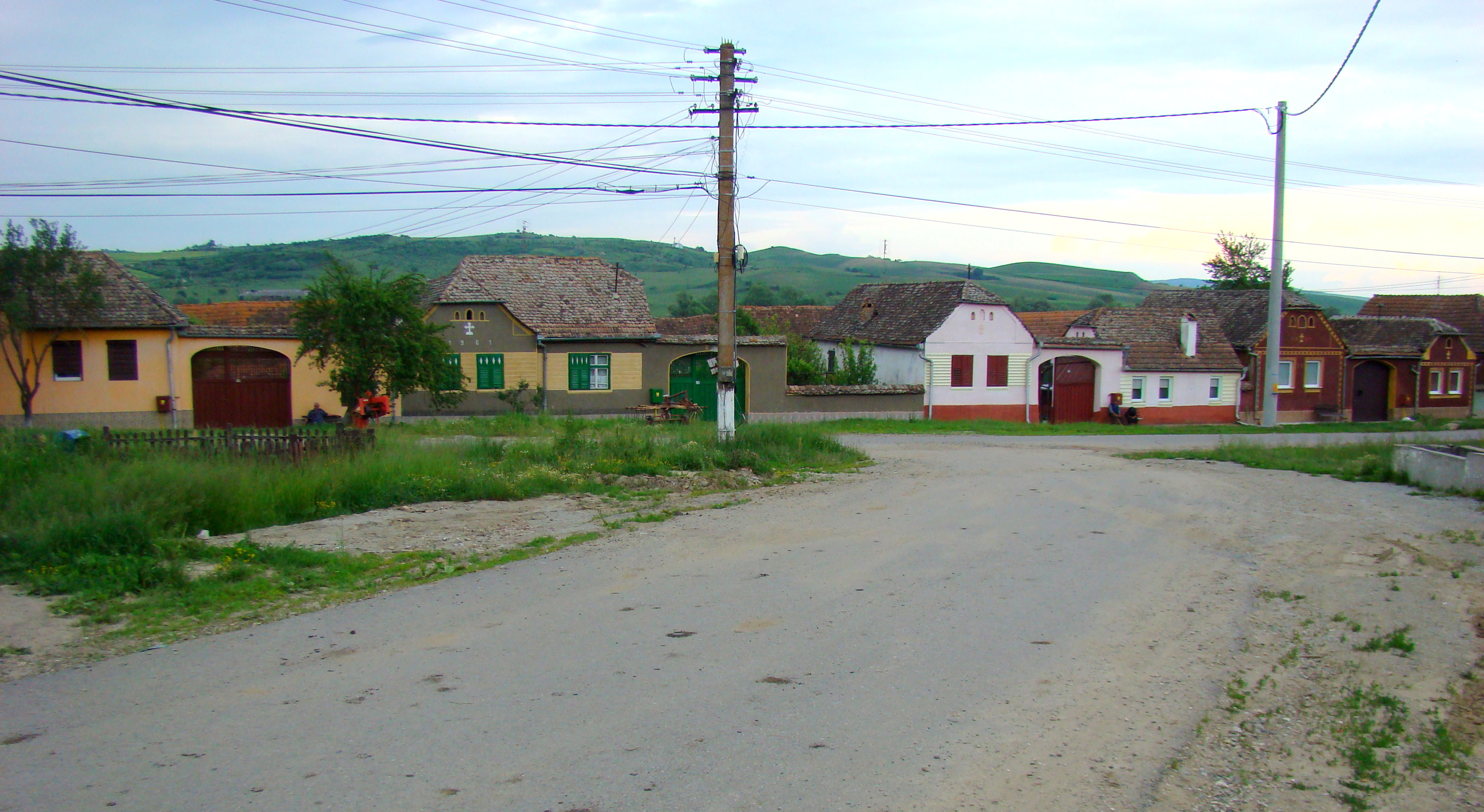
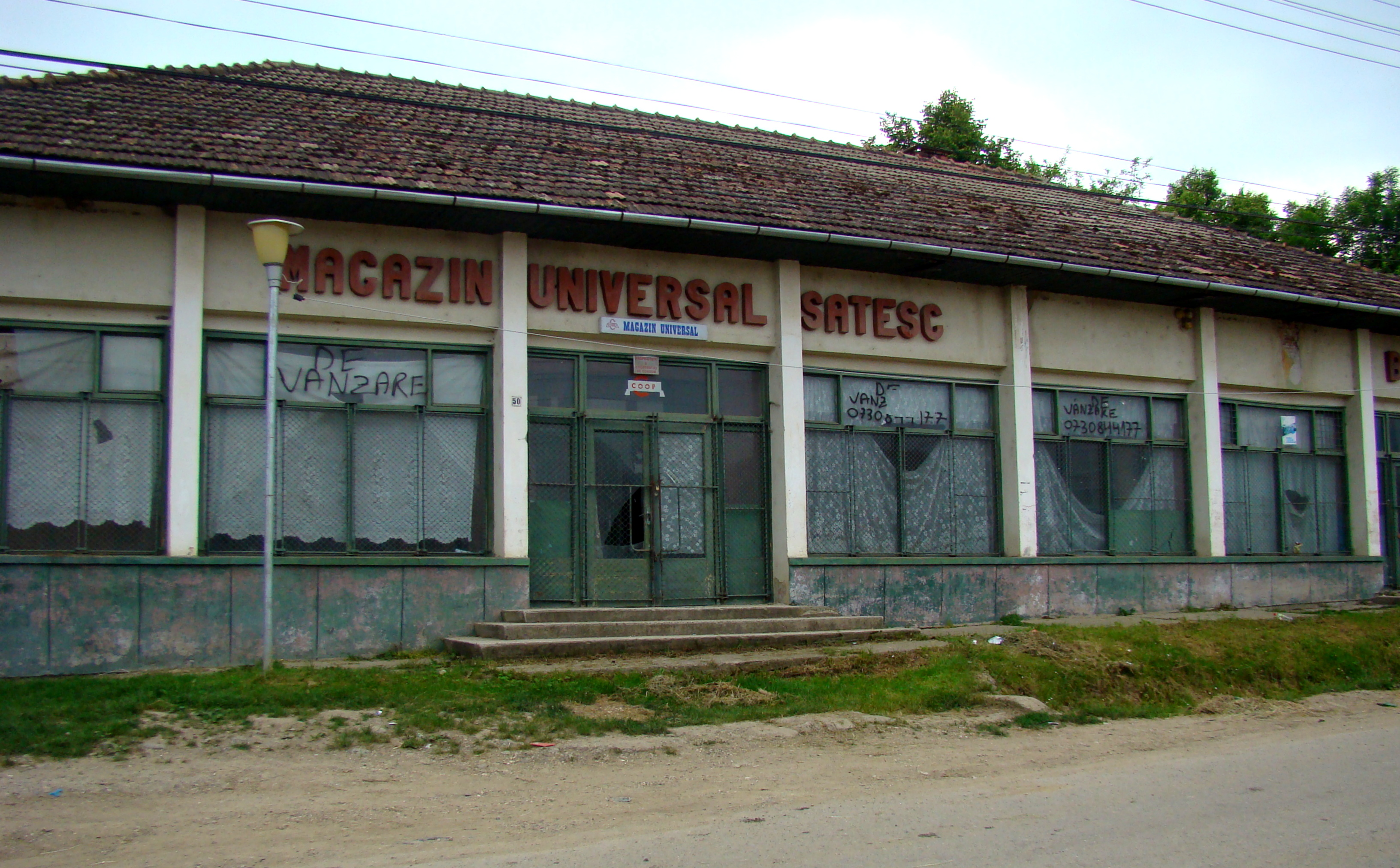
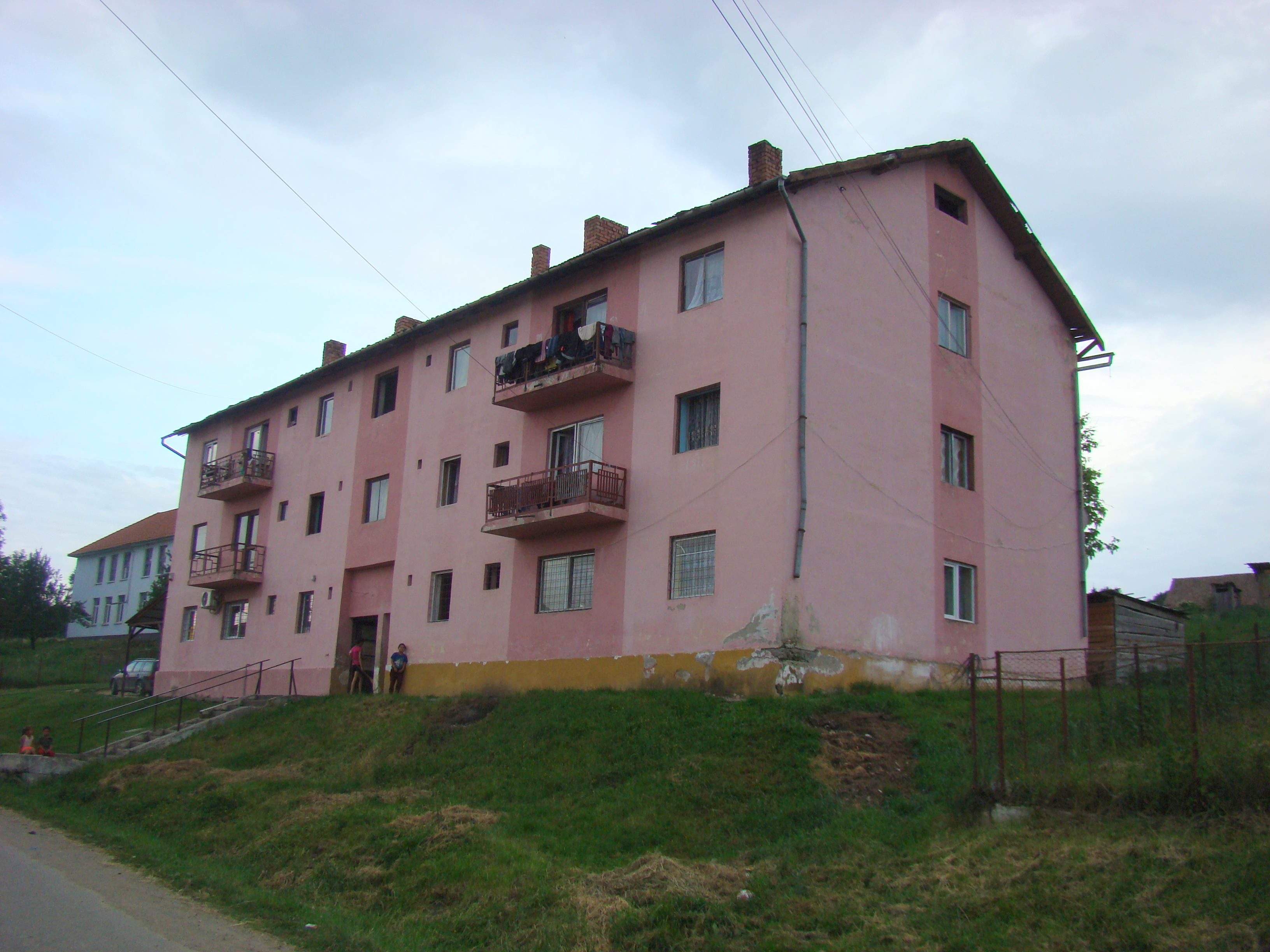
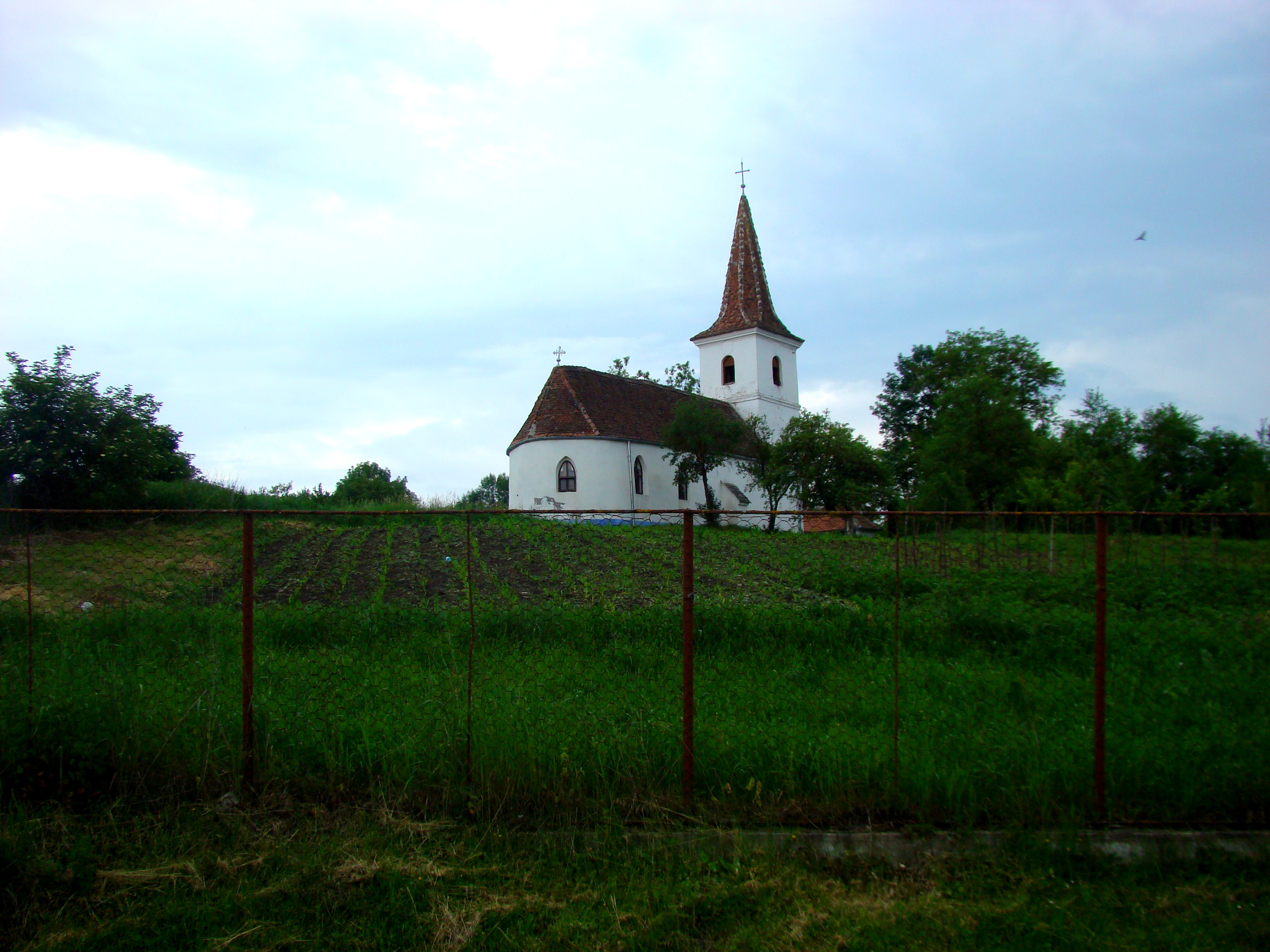
Biserica luterană (cumpărată de ortodocși, după plecarea sașilor)
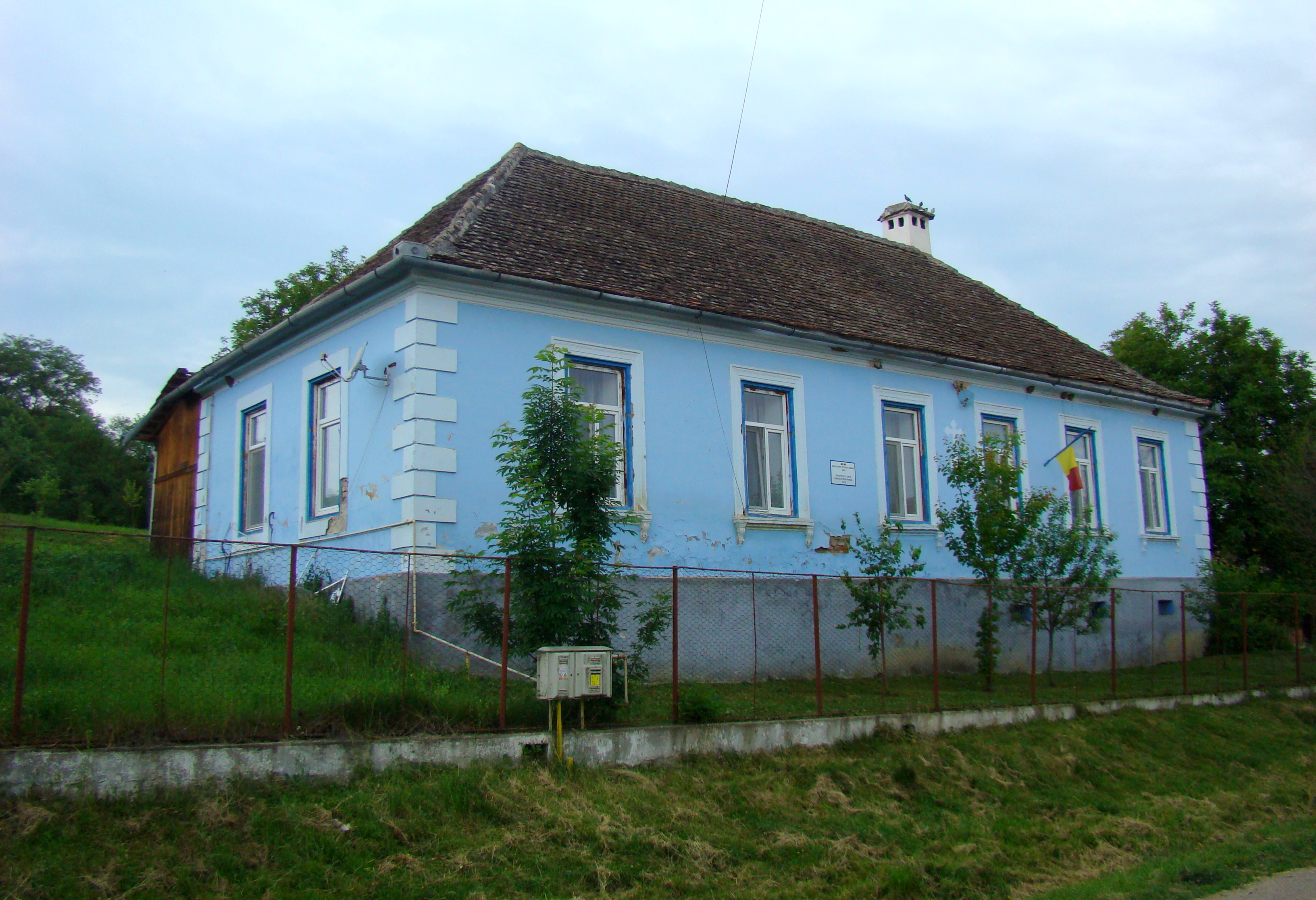
Casa parohială
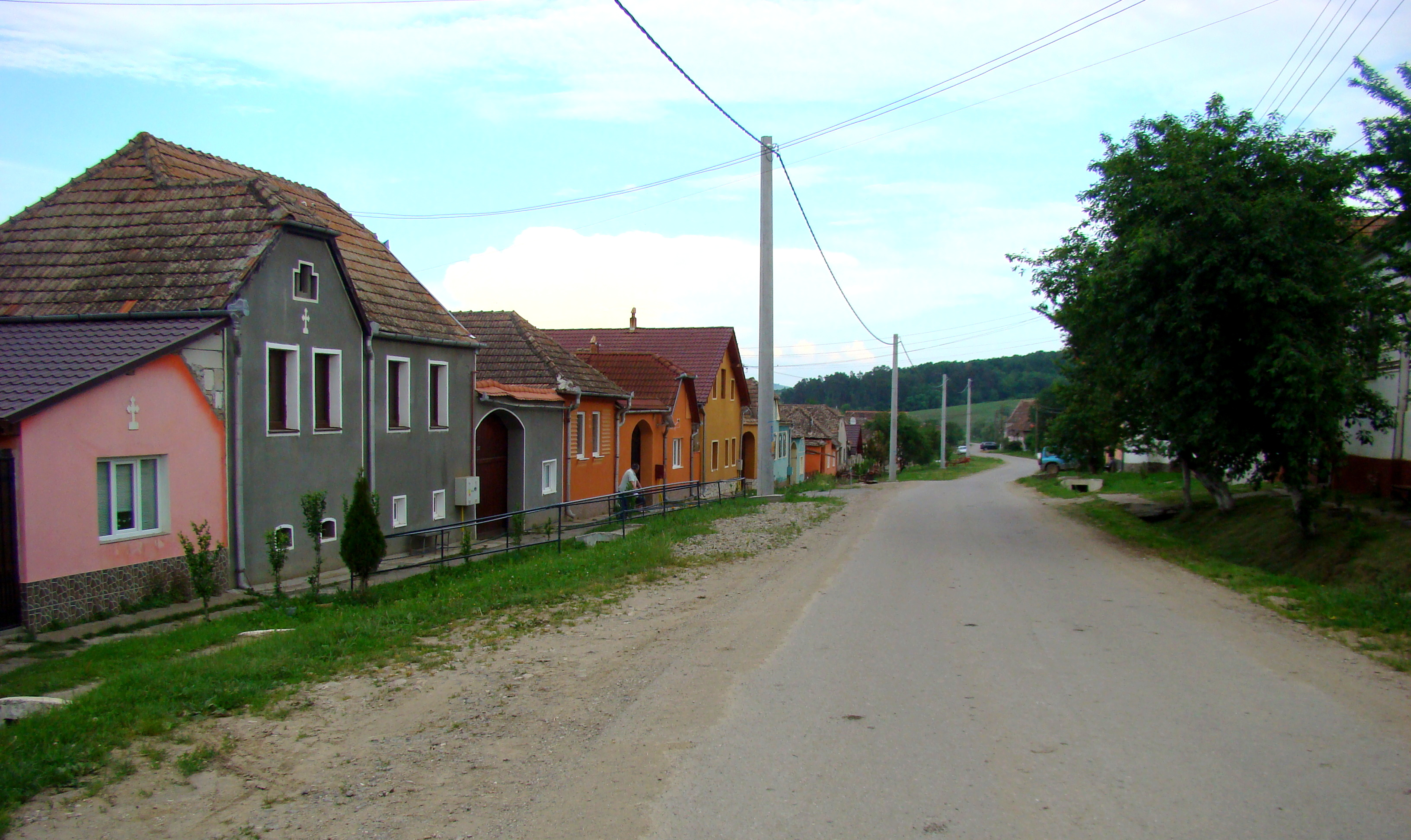
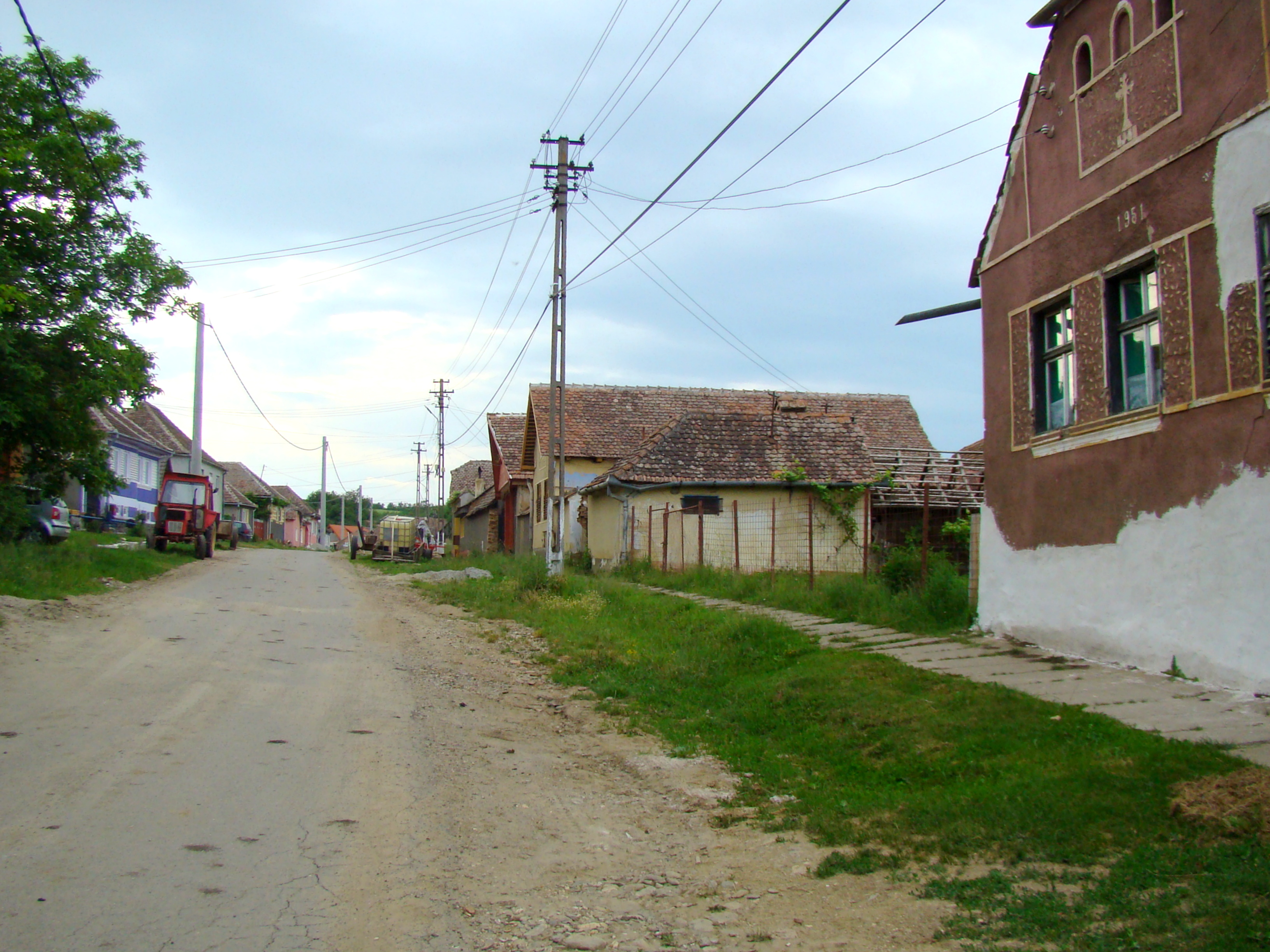